# منحدر (طريق)

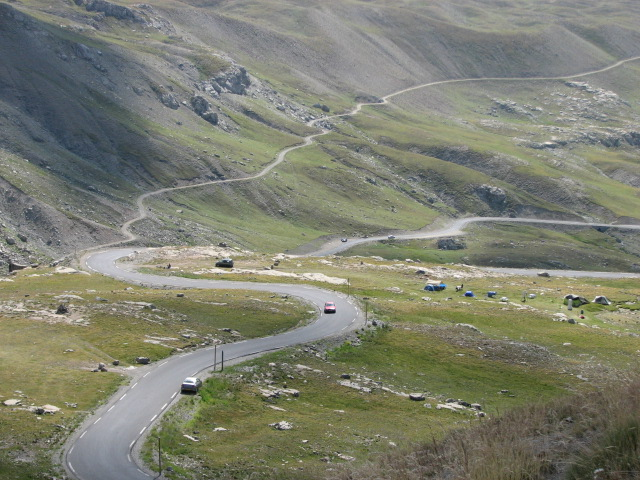
منحدر باتجاه جوسييرز.

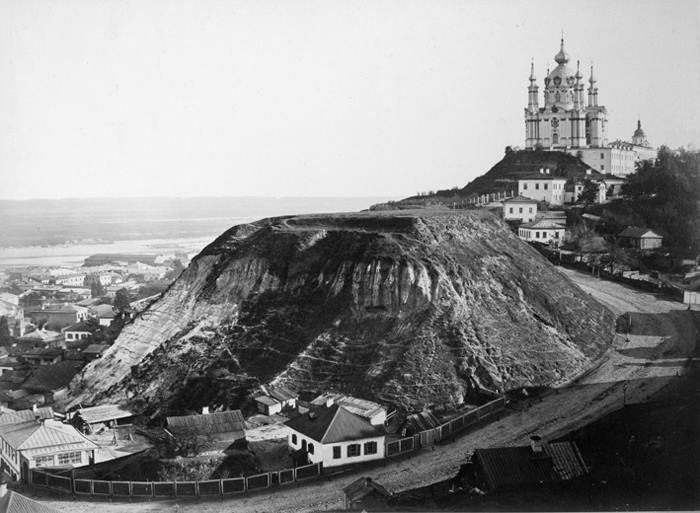
منحدر أندريفسكي وكنيسة القديس أندرو في كييف في أوكرانيا، القرن التاسع عشر. صورة فوتوغرافية لفرانز مزر

في حركة المرور على الطرق، المنحدر هو الطريق أو المسار الطبيعي الهابط.
يبدأ المنحدر من نقطة أعلى ويؤدي إلى نقطة منخفضة.
معظم المنحدرات مخصصة للمشاة ويُحظر مرور المركبات عليها. النزول أمر شائع في المستوطنات الواقعة على المنحدرات أو التلال، وعلى ضفاف الأنهار.

## معرض الصور

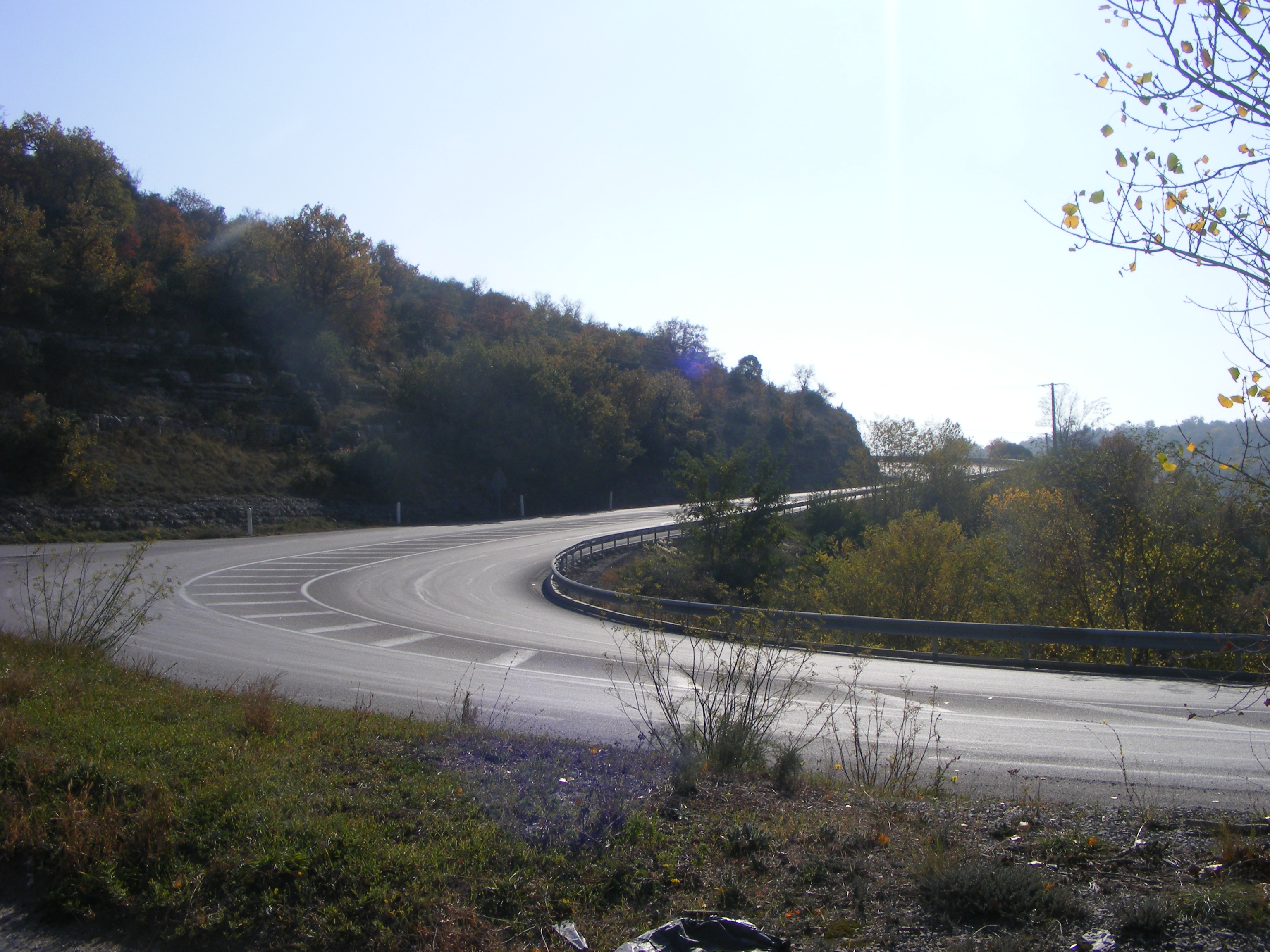
منحدر على الطريق الوطني 102 في فرنسا
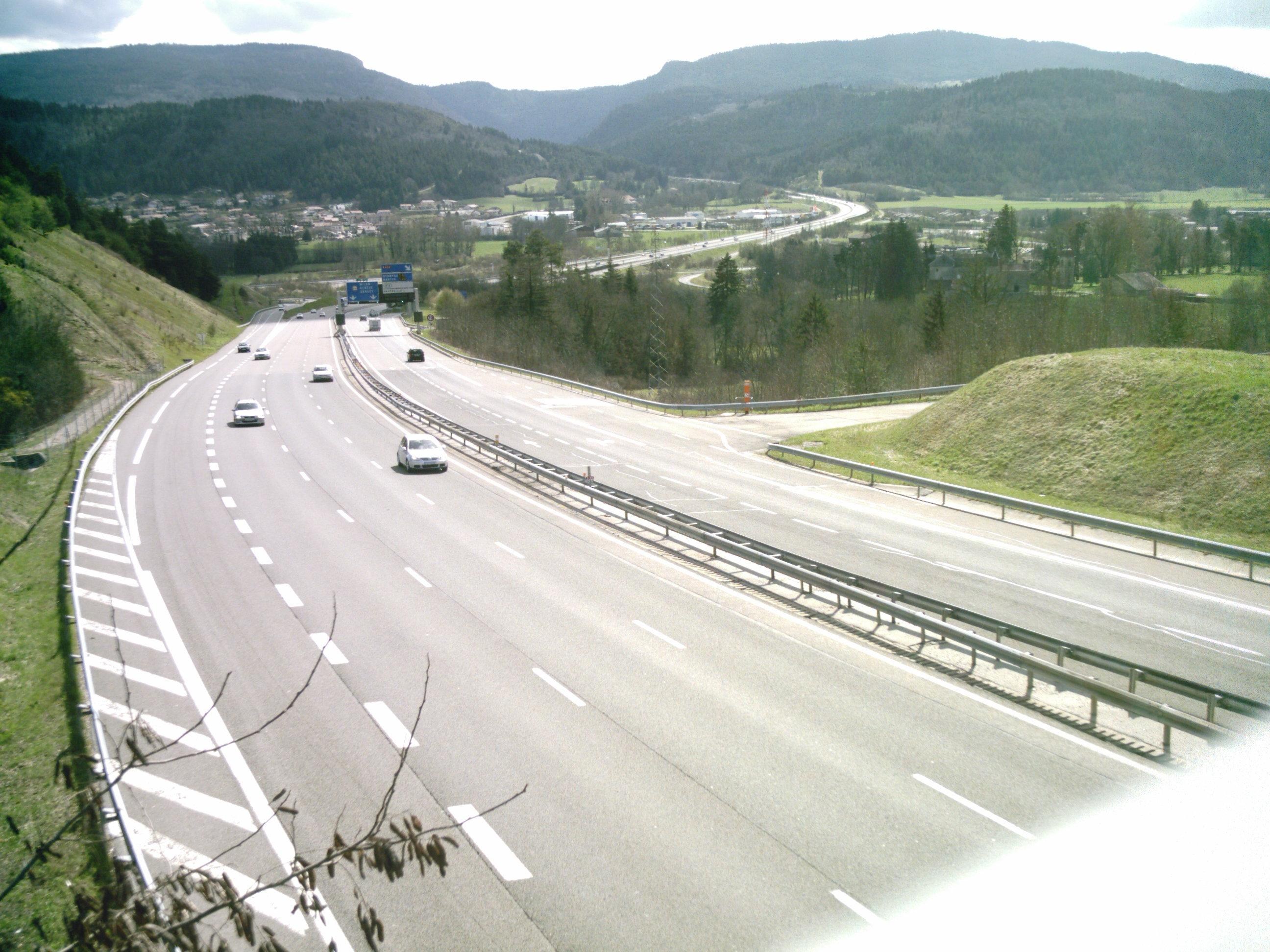
منحدر على الطريق السريع الفرنسي A40
لوحة مرورية تحذر من مخاطر المنحدرات
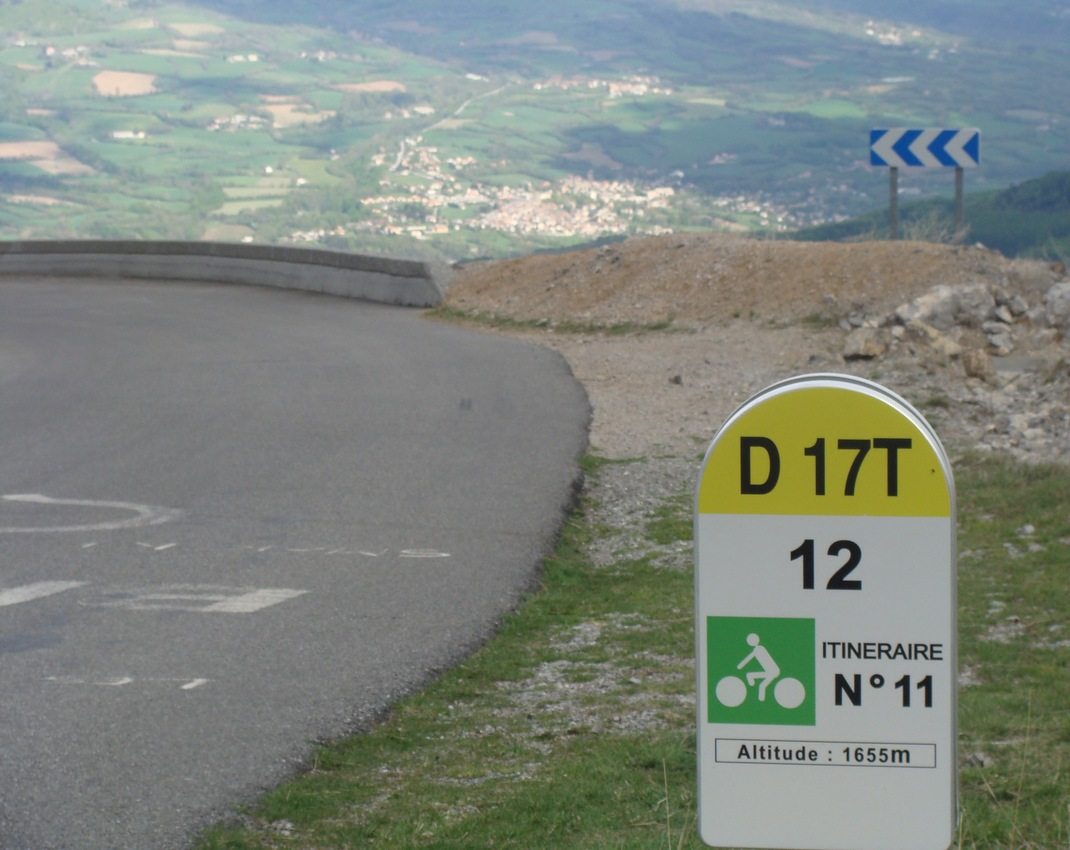
منحدر باتجاه كول دو نوير [الإنجليزية]